# Gary Corbett
Gary Corbett  är en amerikansk keyboardist mest känd för att varit med Kiss på deras Crazy Nights-turné, och som även skulle komma att spela på H.I.T.S.-turnén 1990. Han har också spelat in många skivor och varit låtskrivare till Cyndi Laupers skiva She Bop.